# ベルナール・ラミ

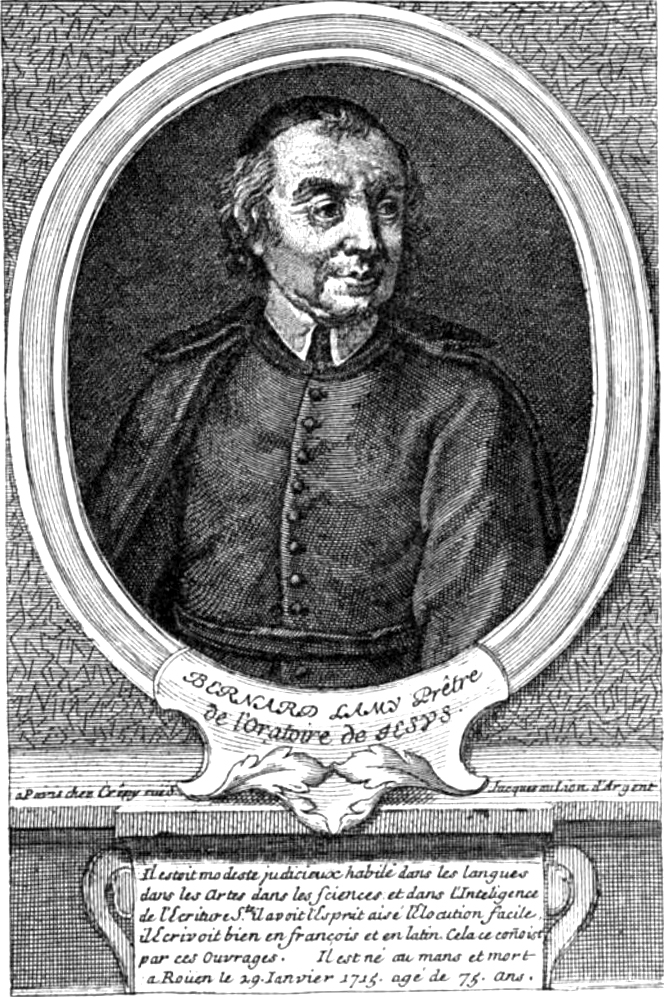
ベルナール・ラミ

ベルナール・ラミ（Bernard Lamy、1640年6月15日 - 1715年1月29日）は、フランスのオラトリオ会の神学者、数学者である。力の合成にの平行四辺形について著述した学者であり、ラミの定理で知られる。
ル・マンで生まれた。同地で学んだ後、パリのMaison d'Institution、その後ソミュールで学んだ。1658年にオラトリオ会に加わった。1661年にVendômeで古典を教え、1667年に聖職位を得た。数年ル・マンで教えた後、アンジェの大学の哲学の教授に任じられた。ここで彼の講義がデカルト主義的であったので排斥され、グルノーブルに送られた。その地でLe Camu枢機卿の保護を受けて、教えることができた。1686年にパリに戻り、1689年にルーアンに送られ、没するまでルーアンで過ごした。
もっとも有名な著作は1679年の Traité de Mécanique で、力の平行四辺形について著述した。他の著書にTraité de la grandeur en general (1680年)や Les éléments de géometrie (1685年)などがあり、多くの分野に膨大な著作がある。